# عدد دانبار
عدد دانبار یا عدد دُنبار عددی است که یکی از محدودیت‌های شناختی انسان را بیان می‌کند. عددی دال بر تعداد آدم‌هایی که هر انسان می‌تواند بشناسدشان و با ایشان در ارتباط باشد. این عدد، بیشینهٔ شمار افرادی که یک نفر می‌تواند با آنها رابطهٔ اجتماعیِ پایدار برقرار سازد را مشخص می‌کند.
منظور از رابطهٔ اجتماعیِ پایدار، روابطی است که در آن فرد بداند طرف مقابلش کیست و چه رابطه‌ای با سایر افراد دارد. دانبار منظورش از این رابطهٔ پایدار را اینگونه با ادبیات غیر رسمی توضیح می‌داد:«تعداد افرادی که اگر در یک میخانه با آنها برخورد کنید، از ناخوانده پیوستن به ایشان برای نوشیدنی، خجالت نمی‌کشید».
این عدد نخستین بار توسط انسان‌شناسِ بریتانیایی به نام رابین دانبار که ارتباط بین حجم مغز نخستی‌ها با اندازهٔ گروه‌های اجتماعیِ آنان را کشف کرده بود، مطرح شد. او با استفاده از اندازهٔ میانگینِ  مغز انسان و برون‌یابیِ (extrapolating) نتایج از نخستی‌ها پیشنهاد داد که انسان‌ها می‌توانند به راحتی ۱۵۰ رابطه پایدار داشته باشند. شواهدی وجود دارد مبنی بر اینکه با ساختار مغز می‌توان تعداد روابطی که فرد دارد را پیش‌بینی کرد، البته هنوز جای بحث و پژوهش هست.
نظریهٔ عدد دانبار بر اساس یافته‌های دانشمندان از رابطهٔ بین اندازهٔ نئوکورتکس در نخستی‌ها و گروه‌های اجتماعی آنها بنا شده است. دانبار می‌گفت:«این عدد، با اندازهٔ نسبیِ نئوکورتکس، رابطهٔ مستقیم دارد. و این به نوبه خود، اندازه گروه را محدود می‌کند. این محدودیتِ تحمیل‌شده توسطِ ظرفیت پردازش نئوکورتکس، صرفاً بر تعداد افرادی است که می‌توان با آنها یک رابطهٔ میان‌فردیِ پایدار حفظ کرد.» این تعداد همچنین شامل همکاران قبلی، مانند دوستان دبیرستانی نیز می‌شود که در صورت ملاقات مجدد، فرد می‌خواهد خود را دوباره با آنها بُر بزند و ملاقات کند.
پژوهشگران باورمندند این عدد چیزی بین ۱۵۰ تا ۲۵۰ است هر چند بر روی مقدار دقیق آن اجماعی وجود ندارد. طرفدارانِ این ایده ادعا می‌کنند که اعدادِ بزرگتر، به طور کلی نیازمندِ قوانین، مقررات، و هنجارهای اجرایی محدودتر برای حفظ یک گروهِ پایدار و منسجم هستند.

## تاریخچه
بنابر کشفیاتِ نخستی‌شناسان، نخستی‌ها به دلیل ماهیت بسیار اجتماعیِ زندگی خود، باید تمایزِ ارتباطات شخصی خود با سایر اعضای گروه اجتماعی‌شان را معمولاً از طریق «نظافت اجتماعی» (Social Grooming، چه در لفظ به معنای تجدیدِ دیدارِ اجتماعی و چه مشخصاً به معنای جوریدن) حفظ کنند. چنین گروه‌های اجتماعی‌ای به‌عنوان دسته‌های محافظه‌کار درون گروه‌های فیزیکی‌ای که نخستی‌ها در آن زندگی می‌کنند، عمل می‌کنند. به نظر می‌رسد تعداد اعضای گروه اجتماعی‌ای که یک پستاندار می‌تواند ردیابی کند، به دلیل حجم نئوکورتکس، محدود است. این نشان می‌دهد که یک شاخص خاص گونه‌ای از اندازه گروه اجتماعی وجود دارد که از میانگین حجمِ نئوکورتیکالِ گونه، قابل محاسبه است.
در سال ۱۹۹۳ میلادی رابین دانبار از گروه تحقیقاتی زیست‌شناسی تکاملی انسان کالج دانشگاهی لندن در حال بررسی هم‌پوشانی این رابطه در نخستی‌های ناانسان با انسان‌ها بود. او با یک معادلهٔ رگرسیون (regression equation) روی ۳۸ سرده از نخستی‌ها، تعداد یک «جماعتِ واقعیِ» (متضاد «جماعت تصوری») انسانی را میانگیناً ۱۴۸ تَن (که اغلب به ۱۵۰ رُند می‌شود) اعلام کرد. نتیجه‌ای که او آن را به دلیل درصد خطای بالا (۹۵ درصد اطمینان در ۱۰۰ تا ۲۳۰)، «اکتشافی» (exploratory) خواند.
سپس دانبار این پیش‌بینی را با اندازه‌هایی از گروه‌های مشاهده‌پذیرِ انسانی مقایسه کرد. دانبار با این فرض که میانگینِ اندازهٔ کنونی نئوکورتکسِ انسان در حدود ۲۵۰,۰۰۰ سال پیش در دوران پلیستوسن توسعه یافته است، به ادبیات، مردم‌شناسی و قوم‌شناسی مراجعه کرد تا اطلاعاتی برای بازسازی و مطالعهٔ گروه‌هایی از جوامع مختلفِ شکارچی-گِردآوری که نزدیک‌ترین تقریبِ موجود به جوامع دوران پلیستوسن بودند، به دست آوَرَد. دانبار خاطرنشان کرد که گروه‌ها به سه دسته تقسیم می‌شوند: کوچک، متوسط و بزرگ (به ترتیب معادلِ جوامع محدود، گروه‌های فرهنگی (cultural lineage groups) و قبایل (tribes)) که به ترتیب معادلِ ۵۰-۳۰، ۲۰۰-۱۰۰ و ۲۵۰۰-۵۰۰ هستند.
دانبار استدلال کرده است که ۱۵۰، تنها برای جوامعی که انگیزهٔ بسیار بالایی برای ماندن در کنار هم دارند، میانگین اندازهٔ گروه است. دانبار تخمین می‌زد برای اینکه گروهی با این اندازه منسجم باقی بماند، باید ۴۲ درصد از زمان گروه به نظافت اجتماعی (جوریدن و امثالهم) اختصاص یابد. بدین ترتیب، تنها، گروه‌هایی که تحت فشار شدید بقا هستند، مانند دهکده‌های معیشتی، قبایل عشایری و گروه‌های نظامی به طور متوسط به امتیاز ۱۵۰ نفر دست یافته‌اند. افزون بر این‌ها، دانبار خاطرنشان کرد که چنین گروه‌هایی تقریباً همیشه از نظر فیزیکی به هم نزدیک هستند:«[…] ممکن است انتظار داشته باشیم که حد بالای اندازه گروه به میزان پراکندگی اجتماعی بستگی داشته باشد. در جوامع پراکنده، افراد کمتر ملاقات می‌کنند و بنابراین کمتر با یکدیگر آشنا هستند و بنابراین اندازه گروه باید کوچک‌تر باشد.» پس، این گروهِ ۱۵۰نفره تنها به دلیلِ ضرورت مطلق، به دلیل فشارهای شدید محیطی و اقتصادی ایجاد می‌شود.
افزون بر این‌ها دانبار در کتابش «جوریدن، حرفیدن و فرگشتِ زبان» (Grooming, Gossip, and the Evolution of Language) پیشنهاد می‌کند که «زبان» (language و نه tongue)، ممکن است به عنوان ابزاری «راحت» برای «نظافت اجتماعی» پدید آمده باشد که به انسان‌های اولیه اجازه می‌داده انسجام اجتماعی را به طور مؤثر حفظ کنند. دانبار حدس می‌زند که بدون زبان، انسان‌ها باید تقریباً نیمی از زمان خود را صرف نظافت اجتماعی می‌کردند که تلاش سازنده و مشارکتی را تقریباً ناممکن می‌ساخت. زبان ممکن است به جوامع اجازه دهد تا منسجم باقی بمانند، در حالی که نیاز به صمیمیت فیزیکی و اجتماعی را کاهش داده است. این نتیجه توسط فرمول ریاضی فرضیه مغز اجتماعی تأیید می‌شود که نشان می دهد بعید است که افزایش اندازه مغز منجر به ایجاد گروه‌های بزرگ بدون ارتباط پیچیدهٔ مبتنی بر زبان شود.

## کارگرفتن‌ها
عدد دانبار در انسان‌شناسی، روانشناسی تکاملی، آمار، و مدیریت کسب و کار مورد توجه قرار گرفته است.  برای نمونه، توسعه‌دهندگان نرم‌افزارهای اجتماعی به این عدد علاقه‌مند هستند زیرا باید اندازه شبکه‌های اجتماعی‌ای که نرم‌افزارشان باید در نظر بگیرد را بدانند. در ارتش مدرن، روانشناسانِ عملیاتی به دنبال چنین داده‌هایی برای حمایت یا رد سیاست‌های مربوط به حفظ یا بهبودِ انسجام و روحیهٔ واحد هستند. یک مطالعه اخیر نشان داده‌است که عدد دانبار برای شبکه‌های اجتماعی آنلاین و شبکه‌های ارتباطی (تلفن همراه) قابل استفاده است. شرکت‌کنندگان شبکه اجتماعی آنلاین حرفه‌ای اروپایی XING که حدود ۱۵۷ مخاطب دارند، بالاترین سطح موفقیت در پیشنهاد شغلی را گزارش کردند که از عدد دانبار پشتیبانی می‌کند. مرکز پرواز، یک آژانس مسافرتی استرالیایی، در هنگام سازماندهی مجدد شرکت به «خانواده‌ها» (فروشگاه‌ها)، «روستاها» (خوشه‌های فروشگاه) و «قبایل» (مجموع دهکده‌ها تا حداکثر ۱۵۰ نفر) عدد دانبار را در کانون توجهش داشت.
در مقاله‌ها و کتاب‌ها، بحث‌هایی در مورد کاربرد احتمالی استفاده از عدد دانبار برای تجزیه و تحلیل شبکه‌های تروریستی توزیع‌شدهٔ پویا، شبکه‌های جرایم سایبری یا شبکه‌های تبلیغ کننده ایدئولوژی‌های جنایی وجود دارد.